# Alfredo Barreira Filho
Alfredo Lopes Barreira Filho, ou apenas Alfredo Barreira, (Solonópole, 8 de novembro de 1902 – local não informado, 13 de outubro de 1971) foi um comerciante e político brasileiro, outrora deputado federal pelo Ceará.

## Dados biográficos
Filho de Alfredo Lopes Barreira e Antônia Uchôa Barreira. Comerciante, estabeleceu-se na cidade do Rio de Janeiro em 1923 e permaneceu no então Distrito Federal durante cinco anos, expandindo sua atividade pelos estados de Minas Gerais, Rio de Janeiro e São Paulo antes de retornar ao Ceará. Estreou no serviço público como superintendente da 3ª Região do Instituto de Aposentadorias e Pensões dos Comerciários (IAPC) em 1935 e como tal ficou responsável pela área dos estados do Ceará, Maranhão e Piauí e quando estes últimos ganharam autonomia em outubro de 1940, assumiu a direção da seção de Serviços Gerais da delegacia cearense, ocupando depois uma vaga no conselho diretor da Fênix Caixeiral de Fortaleza.
Segundo suplente de deputado estadual pela UDN em 1947, exerceu o mandato quando o governador Faustino Albuquerque nomeou Ademar Távora como secretário de Segurança Pública. Eleito deputado federal em 1950 e 1954, figurou na suplência nos três pleitos seguintes, escolhendo a ARENA após a instauração do bipartidarismo pelo Regime Militar de 1964. Nesse interregno compôs a diretoria do Banco do Estado do Ceará no primeiro governo Virgílio Távora e ocupou seu derradeiro cargo público ao chefiar a Coordenadoria de Patrimônio e Serviços Gerais da Previdência Social no Ceará.